# 坂上八幡宮
坂上八幡宮（さかうえはちまんぐう）は、富山県南砺市坂上にある神社。
坂上八幡宮の境内にある大杉は、県の指定文化財である。

## 概要
富山県西南部、南砺市の旧利賀村坂上集落に鎮座する。
坂上集落は利賀川上流域の中心的位置にあり、五ヶ山東部で最も歴史ある西勝寺も所在する、重要な集落である。
坂上八幡宮は既に正徳2年（1712年）の調査から記録があり、元文4年（1739年）の調査では「八尾山伏明叶寺持分」であったと記されている。
現在の拝殿は明治以前の建築で、その他は大正15年（1926年）に造営されており、昭和31年（1956年）に大規模な改修工事が行われている。

## 坂上の大杉

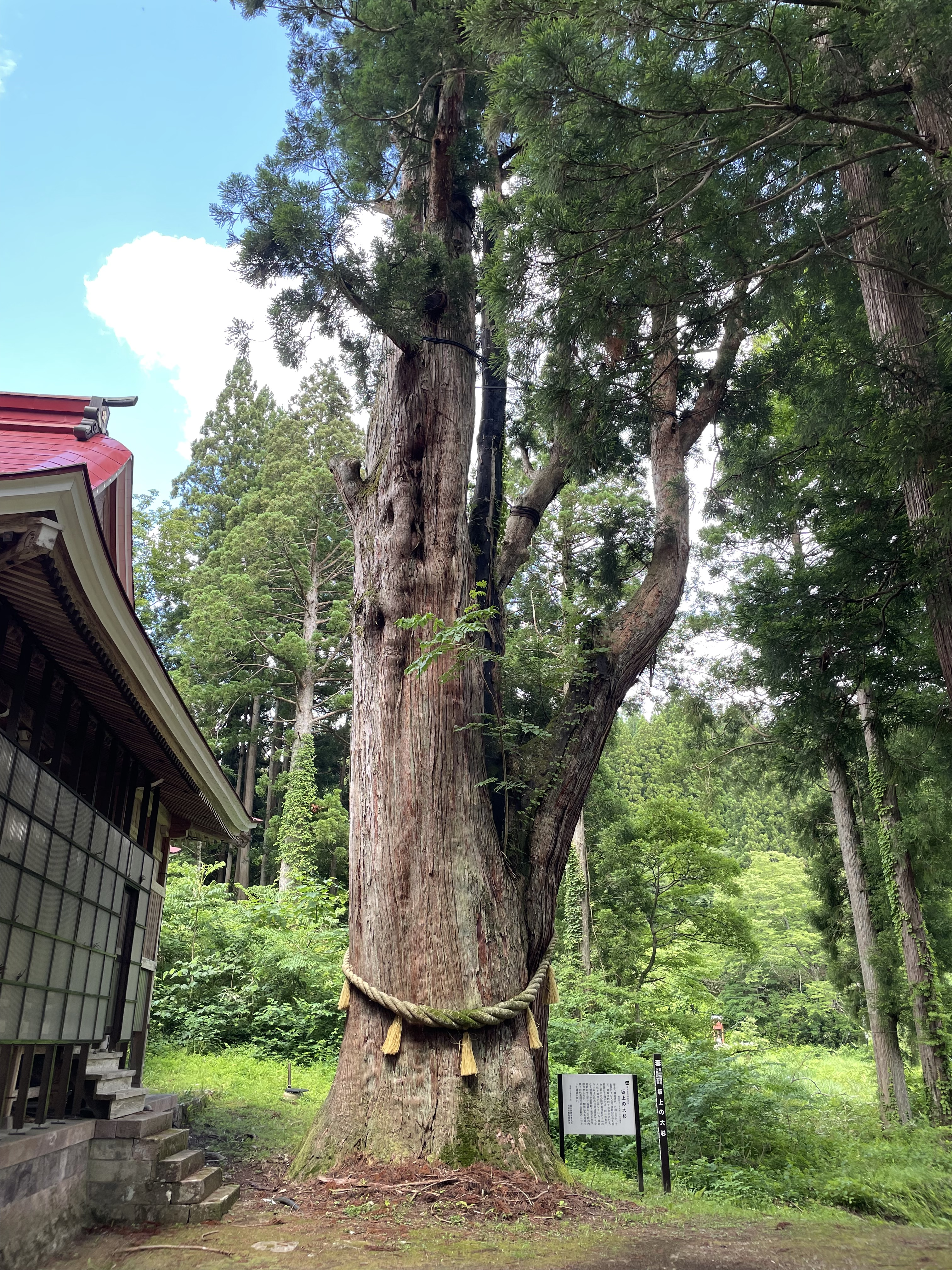
富山県南砺市坂上の大杉。

坂上八幡宮の境内、社殿に向かって右側に位置する。
根回り1.1m、目通り8.4m、樹高40mに達する巨木である。樹齢は700年と推定され、内部は一部空洞化しているが、外回りは幹も枝も無事である。昭和43年（1968年）6月には落雷によって出火したが、かえって防腐・防虫効果となって樹勢は盛んとなった。
なお、同じ坂上集落内の東側（山側）に市指定天然記念物の坂上のカツラも存在する。

## 近隣情報
- 五谷山　西勝寺
- うまいもん館
- 利賀ふれあいの森

いずれも同じ坂上集落内に位置する。